# 唐祎敏
唐祎敏（英語：Michelle Tong，1997年1月25日—），加拿大女子羽毛球運動員。

## 簡歷
2016年4月，唐祎敏代表加拿大出戰巴西坎皮納斯舉行的泛美洲羽毛球錦標賽，與吳宛菱合作贏得女子雙打比賽冠軍。

## 主要比賽成績
只列出曾進入準決賽的國際賽事成績：
| 年份   | 賽事                         | 公開賽級別 | 項目     | 拍檔   | 成績   |
| ------ | ---------------------------- | ---------- | -------- | ------ | ------ |
| 2016年 | 泛美洲羽毛球團體錦標賽       | 其他       | 女子團體 | －     | 亞軍   |
| 2016年 | 泛美洲羽毛球錦標賽           | 其他       | 混合團體 | －     | 冠軍   |
| 2016年 | 泛美洲羽毛球錦標賽           | 其他       | 女子雙打 | 吳宛菱 | 冠軍   |
| 2016年 | 美國羽毛球國際挑戰賽         | 國際挑戰賽 | 女子雙打 | 吳宛菱 | 準決賽 |
| 2017年 | 泛美洲羽毛球錦標賽 (團體)    | 其他       | 混合團體 | －     | 冠軍   |
| 2017年 | 泛美洲羽毛球錦標賽           | 其他       | 女子雙打 | 吳宛菱 | 冠軍   |
| 2018年 | 泛美洲羽毛球男女子團體錦標賽 | 其他       | 女子團體 | －     | 冠軍   |
| 2018年 | 泛美洲羽毛球錦標賽           | 其他       | 女子雙打 | 吳宛菱 | 亞軍   |
| 2018年 | 美國羽毛球國際系列賽         | 國際系列賽 | 女子雙打 | 吳宛菱 | 準決賽 |

| 2007-2017年 | 首要超級賽 | 超級賽 | 黃金大獎賽 | 大獎賽 | 國際挑戰賽 | 國際系列賽 | 未來系列賽 | 其他 |

| 2018-2026年 | 總決賽 | 超級1000賽 | 超級750賽 | 超級500賽 | 超級300賽 | 超級100賽 | 國際挑戰賽 | 國際系列賽 | 未來系列賽 | 其他 |

### 奧運會和世錦賽參賽紀錄
|          | 搭檔   | 2018 |
| -------- | ------ | ---- |
| 女子雙打 | 吳宛菱 | 48強 |